# Uhrsleben
Uhrsleben is een plaats en voormalige gemeente in de Duitse deelstaat Saksen-Anhalt, en maakt deel uit van de Landkreis Börde.
Uhrsleben telt 486 inwoners.